# Francis Ronalds
Sir Francis Ronalds FRS (21 de febrero de 1788 - 8 de agosto de 1873) fue un científico e inventor inglés, y posiblemente el primer ingeniero eléctrico. Fue nombrado caballero por crear el primer telégrafo eléctrico operativo.

## Infancia y familia
Nacido en una familia de comerciantes, Francis Ronalds y Jane (nacida Field) que regentaban un negocio de venta de queso en Upper  Thames Street, Londres, asistió a la escuela del ministro unitario Eliezer Cogan antes de ser aprendiz de su padre a la edad de 14 años a través de la  Drapers' Company. Dirigió el gran negocio durante algunos años. Posteriormente, la familia residió en Canonbury Place y Highbury Terrace, ambas en Islington, luego en Kelmscott House, en Queen Square, en Bloomsbury, en Croydon, y en la Chiswick Lane.
Varios de los once hermanos y hermanas de Ronald también llevaron vidas dignas de mención. Su hermano menor, Alfred, escribió el clásico libro  The Fly-fisher's Entomology (1836) antes de emigrar a Australia y su hermano Hugh fue uno de los fundadores de la ciudad de Albion , en el Medio Oeste de Estados Unidos. Sus hermanas se casaron con Samuel Carter, abogado ferroviario y parlamentario, y con el refinador de azúcar Peter Martineau, el hijo de Peter Finch Martineau.  Otra hermana, Emily, personificó el interés de la familia en la reforma social a través de sus colaboraciones con los primeros socialistas Robert Owen y Fanny Wright.
Su cuidador en la guardería, Hugh Ronalds, era su tío, y sus sobrinos incluían al profesor de química Edmund Ronalds, al artista Hugh Carter, y comerciante de madera y benefactor  James Montgomrey. Thomas Field Gibson, un comisionado real para la Gran Exposición de 1851, fue uno de sus primos.

## Ciencia e ingeniería eléctricas tempranas
Ronalds ya estaba realizando experimentos eléctricos en 1810: los de electricidad atmosférica se describieron en el texto de George Singer Elements of Electricity and Electro-Chemistry   [Elementos de electricidad y electroquímica] (1814). Publicó sus primeros artículos en la Philosophical Magazine en 1814 sobre las propiedades de la pila seca. una forma de batería que su mentor Jean-André Deluc le ayudó a desarrollar. Al año siguiente describió el primer reloj eléctrico.
Otras invenciones en este período temprano fueron un electrógrafo para registrar variaciones en la electricidad atmosférica a lo largo del día; una máquina de influencia que generaba electricidad con una intervención manual mínima; y nuevas formas de aislamiento eléctrico, una de las cuales fue anunciada por Singer. También estaba ya creando lo que se convertiría en la renombrada Ronalds Library de libros eléctricos y administrando su colección con quizás el primer catálogo práctico de tarjetas.
Sus contribuciones teóricas incluyeron una delineación temprana de los parámetros ahora conocidos como fuerza electromotriz y corriente; una apreciación del mecanismo por el cual las pilas secas generaban electricidad; y la primera descripción de los efectos de la inducción en el retardo de la transmisión de señales eléctricas en cables aislados.

### Telégrafo eléctrico

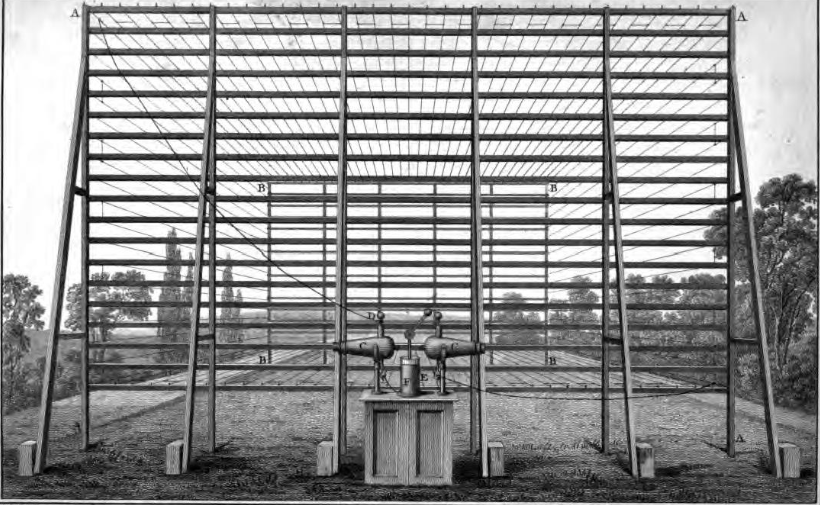
Experimento de Ronalds con ocho millas de alambre de hierro

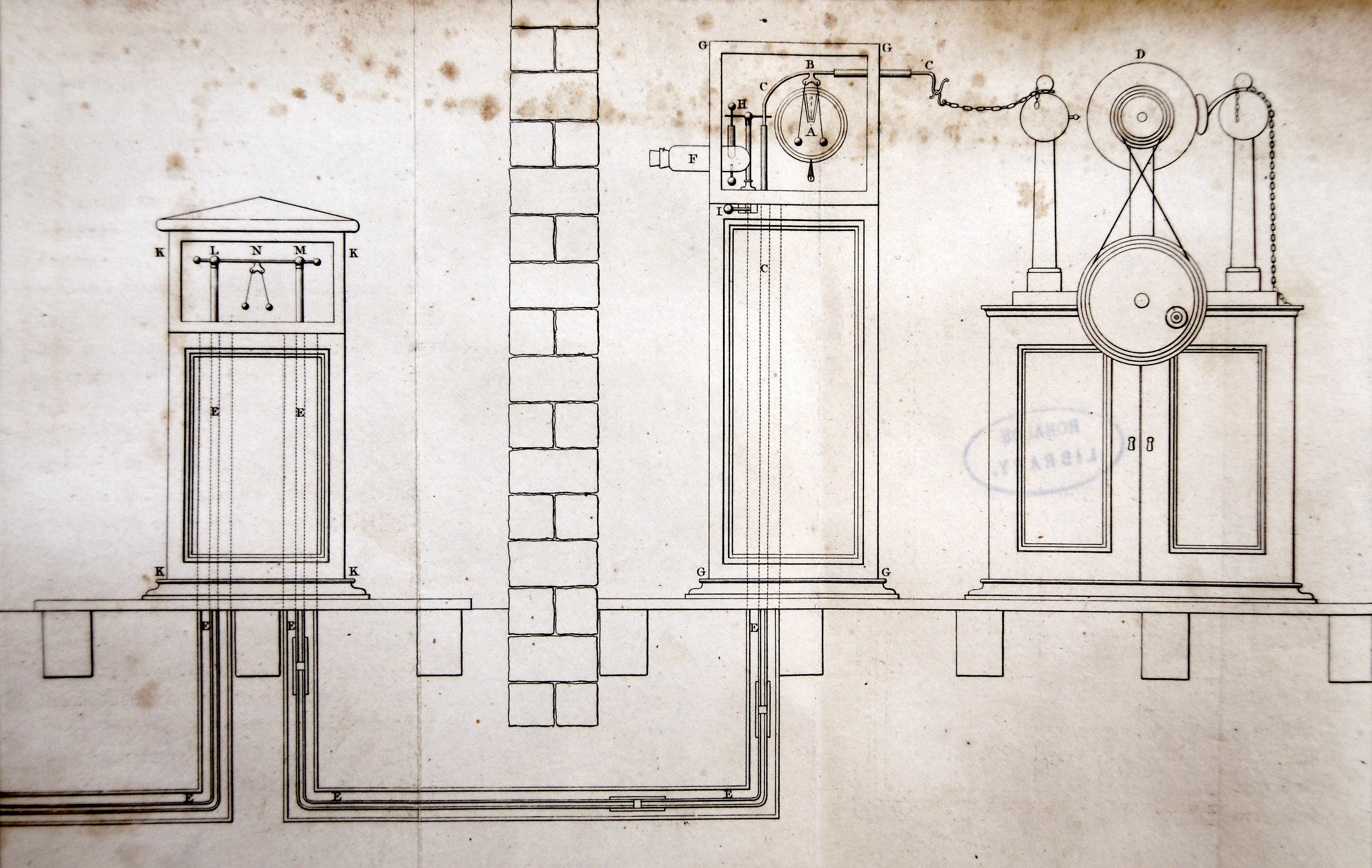
Elementos del telégrafo eléctrico subterráneo construido por Francis Ronalds en 1816

El trabajo más recordado de Ronalds hoy es el telégrafo eléctrico quedesarrolló cuando tenía 28 años. Estableció que las señales eléctricas podían transmitirse a grandes distancias con un tendido de ocho millas de cable de hierro sobre aislantes en su propio césped. Descubrió que la señal viajaba enormemente rápido de un extremo a otro (pero aún creía que la velocidad era finita. Previendo tanto una futura edad eléctrica como una comunicación masiva, escribió:

La electricidad, en realidad puede emplearse para un propósito más práctico que la gratificación de la investigación inquisitiva del filósofo... puede verse obligada a viajar... muchos cientos de kilómetros bajo nuestros pies... y... ser productiva de... mucho beneficio público y privado ...
¿Por qué... añadir a los tormentos de ausencia esos torturadores, bolígrafos, tinta, papel y postes dilatorios? Tengamos oficinas eléctricas de conversación, comunicándonos unos con otros en todo el reino...
Dame suficiente material y electrificaré el mundo.
electricity, may actually be employed for a more practically useful purpose than the gratification of the philosopher's inquisitive research… it may be compelled to travel… many hundred miles beneath our feet… and… be productive of… much public and private benefit…
why… add to the torments of absence those dilatory tormentors, pens, ink, paper, and posts? Let us have electrical conversazione offices, communicating with each other all over the kingdom…
give me materiel enough, and I will electrify the world
Francis Ronalds

Complementó su visión con un sistema de telégrafo en funcionamiento integrado en el jardín de la familia en Hammersmith. El 5 de agosto de 1816 fue desgraciadamente rechazado por sir John Barrow, secretario del Almirantazgo, por ser «totalmente innecesario». La comercialización del telégrafo comenzó dos décadas más tarde en el Reino Unido, dirigida por William Fothergill Cooke y Charles Wheatstone, quienes tenían vínculos con el trabajo anterior de Ronalds.

## Grand Tour
El período 1818-1820 fue el del "Gran Tour" de Ronalds por Europa y el Cercano Oriente. Embarcándose solo en su viaje, se encontró con numerosas personas en el camino, entre ellas su amigo sir Frederick Henniker, el arqueólogo Giovanni Battista Belzoni, el artista  Giovanni Battista Lusieri, el comerciante Walter Stevenson Davidson, el reverendo George Waddington, el numismatista italiano Giulio Cordero di San Quintino y el geólogo español Carlos de Gimbernat. El diario de viaje y los bocetos de Ronalds se han publicado en la web. A su regreso, publicó sus observaciones de la electricidad atmosférica realizadas en Palermo, Sicilia, y cerca del cráter en erupción del Vesubio.

## Diseño y fabricación mecánicos
Ronalds se centró luego en la ingeniería y en el diseño mecánico y civil. Ideó dos herramientas para el levantamiento topográfico, que diseñó y usó para ayudar en la producción de planos de levantamiento, una rueda de topógrafo modificada que registraba las distancias recorridas en forma gráfica y un sector de doble reflexión para dibujar la separación angular de objetos distantes. También inventó un precursor para el detector de incendios patentado en 1915 para identificar la ubicación de un incendio y varios accesorios para el torno. Algunos de estos dispositivos fueron fabricados para la venta por el fabricante de herramientas Holtzapffel. Hay algunas pruebas que sugieren que asistió a Charles Holtzapffel en las primeras etapas de la preparación del famoso tratado sobre torneado de la familia Holtzapffel.

### Máquinas de perspectiva y trípode
El 23 de marzo de 1825, patentó dos instrumentos de dibujo para producir bocetos en perspectiva. La primera produjo una vista en perspectiva de un objeto directamente de los dibujos de la planta y de los alzados. La segunda máquina permitió que una escena o persona se dibujara de la vida al papel con considerable precisión; Ronalds y Alexander Blair la utilizaron para documentar los importantes monumentos neolíticos en Carnac, Francia, con «casi exactitud fotográfica». También creó el omnipresente trípode portátil con tres pares de patas con bisagras para apoyar su tablero de dibujo en el campo. Él mismo fabricó esos instrumentos y se vendieron varios cientos de ellos. Uno de sus primeros clientes fue el ingeniero de minas John Taylor.
En 1840, aplicó su comprensión de la perspectiva en el desarrollo de aparatos más complejos para ayudar a la representación precisa de panoramas cilíndricos, que eran una muestra popular en ese momento.

## Observatorio de Kew
Ronalds creó el  Observatorio Kew para la British Association for the Advancement of Science (Asociación Británica para el Avance de la Ciencia) en 1842 y siguió siendo director honorario de la instalación hasta finales de 1853. Fue a través de la calidad de sus logros que Kew sobrevivió a sus primeros años y se convirtió en uno de los observatorios meteorológicos y geomagnéticos más importantes del mundo. Esto fue a pesar de los esfuerzos en curso de George Airy, director del Greenwich Observatory, para socavar el trabajo en Kew.

### Cámara de grabación continua

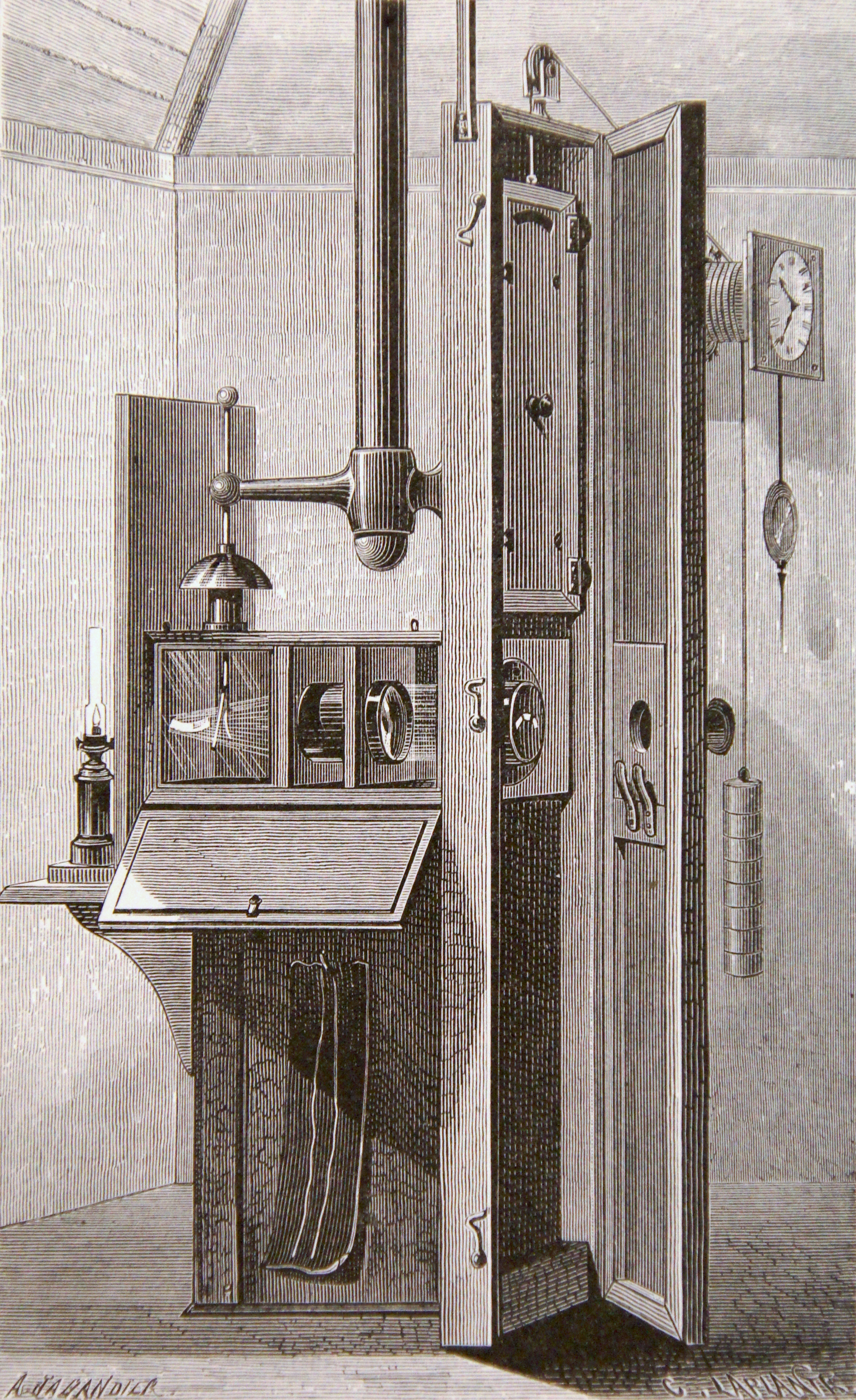
La primera cámara exitosa para hacer grabaciones continuas de instrumentos científicos, construida por Francis Ronalds en 1845. Este ejemplo es un electrógrafo que mide la electricidad atmosférica.

La innovación más notable de Ronalds en Kew, en 1845, fue la primera cámara exitosa en hacer grabaciones continuas de un instrumento las 24 horas del día. El primer ministro británico,  lord John Russell, le otorgó un premio financiero en reconocimiento de la importancia de la invención para la ciencia observacional.
Aplicó su técnica en electrógrafos para observar la electricidad atmosférica, barógrafos y termohigrógrafos para monitorizar el clima, y magnetógrafos para registrar los tres componentes de la fuerza geomagnética. Edward Sabine utilizó los magnetógrafos en su estudio geomagnético global, mientras que el nuevo Met Office empleó el barógrafo y el termohigrógrafo para ayudar en sus primeros pronósticos meteorológicos. Ronalds también supervisó la fabricación de sus instrumentos para otros observatorios en todo el mundo (el Observatorio Radcliffe bajo Manuel John Johnson y el Observatorio Colaba en India son dos ejemplos) y algunos continuaron en uso hasta fines del siglo XX.

### Instrumentos y observaciones meteorológicas
Otros instrumentos creados en Kew incluyen una versión mejorada del higrómetro aspirado de Regnault que se empleó durante muchos años; una temprana cometa meteorológica; y el reloj de tormenta utilizado para monitorear los cambios rápidos en los parámetros meteorológicos durante eventos extremos.
Para observar la electricidad atmosférica, Ronalds creó un sofisticado aparato de recolección con un conjunto de electrómetros; el equipo fue fabricado y vendido más tarde por los fabricantes de instrumentos de Londres. Un conjunto de datos de cinco años de duración fue analizado y publicado por su colega del observatorio William Radcliffe Birt.
El fenómeno ahora conocido como corriente inducida geomagnéticamente se observó en las líneas telegráficas en 1848 durante el primer pico de manchas solares después de que la red comenzase a tomar forma. Ronalds se esforzó por emplear su equipo de electricidad atmosférica y magnetógrafos en un estudio detallado para comprender la causa de las anomalías, pero no tenía recursos suficientes para completar su trabajo.

## Últimos años
La última estadía extranjera de Ronalds en 1853-1862 fue al norte de Italia, Suiza y Francia, donde ayudó a otros observatorios a construir e instalar sus instrumentos meteorológicos y continuó recolectando libros para su biblioteca. Algunas de sus ideas documentadas en ese período se referían a la iluminación eléctrica y a un timón y una hélice combinados para barcos que se perfeccionaron en el siglo XX.
Murió en Battle, cerca de Hastings, con 85 años, y fue enterrado en su cementerio. La Biblioteca Ronalds fue legada a la recién formada Society of Telegraph Engineers (Sociedad de Ingenieros Telegráficos) (que pronto se convertirá en la Institution of Electrical Engineers (Institución de Ingenieros Eléctricos) y ahora en la Institution of Engineering and Technology (Institución de Ingeniería y Tecnología)) y su bibliografía adjunta fue impresa por Cambridge University Press en 2013.
Ronalds tenía una naturaleza muy modesta y retraída e hizo poco para publicitar su trabajo a lo largo de su vida. Sin embargo, durante sus últimos años, sus logros clave se hicieron bien conocidos y venerados en la comunidad científica, en particular ayudado por sus amigos Josiah Latimer Clark y Edward Sabine y su cuñado  Samuel Carter. Fue nombrado caballero a la edad de 82 años. Los colegas de la Society of Telegraph Engineers lo consideraban «el padre de la telegrafía eléctrica», mientras que su cámara de grabación continua era «extremadamente importante para los meteorólogos y físicos, y ... en todos los observatorios de primer nivel». Su retrato fue pintado por Hugh Carter. Se instalaron placas conmemorativas en dos de sus antiguos hogares y se nombró en su honor una calle en Highbury.